# Schizoglossum peglerae
Schizoglossum peglerae är en oleanderväxtart som beskrevs av Nicholas Edward Brown. Schizoglossum peglerae ingår i släktet Schizoglossum och familjen oleanderväxter. Inga underarter finns listade i Catalogue of Life.